# 殷渊
殷渊（1928年—），曾名殷邦杰，江苏泰兴殷家庄人。中华人民共和国政治人物。
1953年担任鞍山钢铁公司第一炼钢厂副厂长。1956年，任鞍山钢铁公司无缝钢管厂副厂长。1978年，任鞍山钢铁公司革命委员会副主任。1981年，任中共鞍山市委书记。